# Stortjuvens pojke
För filmen som bygger på boken, se Stortjuvens pojke (film)
Stortjuvens pojke är en barn- och ungdomsroman av den svenska författaren Cannie Möller, utgiven första gången 1985 på bokförlaget Rabén & Sjögren.
Boken filmatiserades 1992 i regi av Henry Meyer.

## Utgåvor
- Möller, Cannie (1985). Stortjuvens pojke: en rövarhistoria från Lasse-Majas dagar. Stockholm: Rabén & Sjögren. Libris 7235683. ISBN 91-29-57066-2
- Möller, Cannie (1986) (på danska). Stortyvens dreng. København: Sesam. Libris 7534161. ISBN 87-7258-112-3
- Möller, Cannie (2006). Stortjuvens pojke en rövarhistoria från Lasse-Majas dagar. Enskede: TPB. Libris 12560949